# Borzysław (Kępice)
Borzysław (deutsch Burzlaff) ist ein Dorf in der Woiwodschaft Pommern in Polen. Es bildet einen Teil der Gmina Kępice (Landgemeinde Hammermühle) im Powiat Słupski (Stolper Kreis).
Burzlaff war ein Vorwerk des Rittergutes Varzin. Im Jahre 1910 wurden in Burzlaff 12 Einwohner gezählt.
Bis 1945 bildete Burzlaff einen Wohnplatz in der Landgemeinde Varzin und gehörte mit dieser zum Landkreis Rummelsburg i. Pom.